# Ulrik Nødgaard
Ulrik Nødgaard (født 14. august 1969) er en dansk økonom, der siden 15. august 2024 har været én af Danmarks Nationalbanks tre direktører. Tidligere har han blandet andet været direktør for Finanstilsynet og for Finans Danmark.

## Karriere
Nødgaard blev matematisk-fysisk student fra Viby Amtsgymnasium i 1988 samt cand.oecon. fra Aarhus Universitet og master i økonomi fra University of Warwick i 1996. Efter endt uddannelse blev han fuldmægtig og senere specialkonsulent i Økonomiministeriet. I 2000 blev han kontorchef for ministeriets område for økonomisk politik og i 2001 kontorchef for Økonomi- og Erhvervsministeriets enhed for strukturpolitik og strukturovervågning. Her var han, til han i 2005 blev finansdirektør i Økonomi- og Erhvervsministeriet med ansvar for blandt andet reguleringen af den finansielle sektor. I 2009-2015 var han direktør for Finanstilsynet. I den periode modtog tilsynet fra estisk side fire advarsler om alvorlige mangler i Danske Banks hvidvaskindsats. 
I 2015 blev Nødgaard direktør for Finansrådet, der i 2016 skiftede navn til Finans Danmark. Denne stilling bestred han indtil 2024, hvor han 15. august blev udnævnt til direktør for Nationalbanken.

## Privatliv
Ulrik Nødgaard er gift med Jette Haarup-Jensen, med hvem han har to sønner. Parret bor i Rødovre.